# Raymond Franchetti
Pour les articles homonymes, voir Franchetti.
Raymond Franchetti est un danseur né à Aubervilliers le 7 avril 1921 et mort dans le 8e arrondissement de Marseille le 14 janvier 2003.
Formé par Gustave Ricaux, il débute en 1936 à l'Opéra russe à Paris. Il danse aux Ballets de la Jeunesse, au Théâtre de Lille, aux Ballets de Monte-Carlo et pour le marquis de Cuevas. En 1947, il entre au Ballet de l'Opéra de Paris et devient premier danseur en 1954, brillant dans les rôles de caractère. En 1963, il est professeur à l'École de danse et ouvre un cours privé qui devient l'un des plus réputés où de nombreux danseurs, comme Rudolf Noureev ou Mikhaïl Barychnikov, viennent prendre leurs classes.
Il est le père du danseur étoile Jean-Pierre Franchetti.
Directeur de la danse à l'Opéra de 1972 à 1977, il remplace la soirée hebdomadaire du mercredi par des séries de spectacles, rétablit des examens annuels volontaires, instaure les échanges d'artistes, l'enregistrement vidéo des spectacles et la création d'un groupe expérimental. Il nomme Claude Bessy à la direction de l'École de Danse de l'Opéra de Paris. Une émission lui a été consacrée durant l'été 2005 sur la chaîne Mezzo : La leçon de danse de Raymond Franchetti.

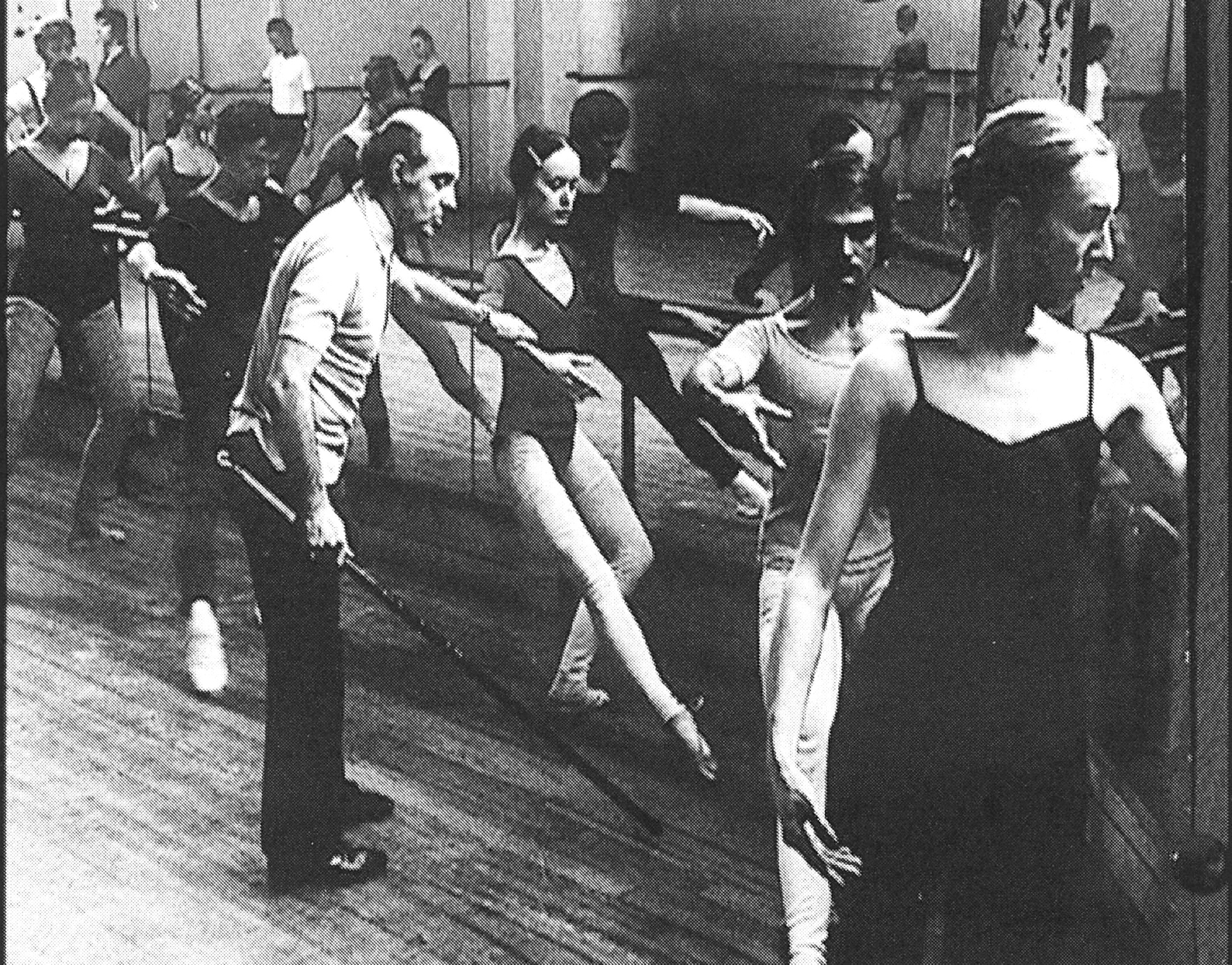
Cours à la barre, Cité Véron.